# Montirat, Aude

Montirat este o comună în departamentul Aude din sudul Franței. În 1 ianuarie 2022 avea o populație de 67 de locuitori.